# Anna Maria Truter
Pour les articles homonymes, voir Truter.

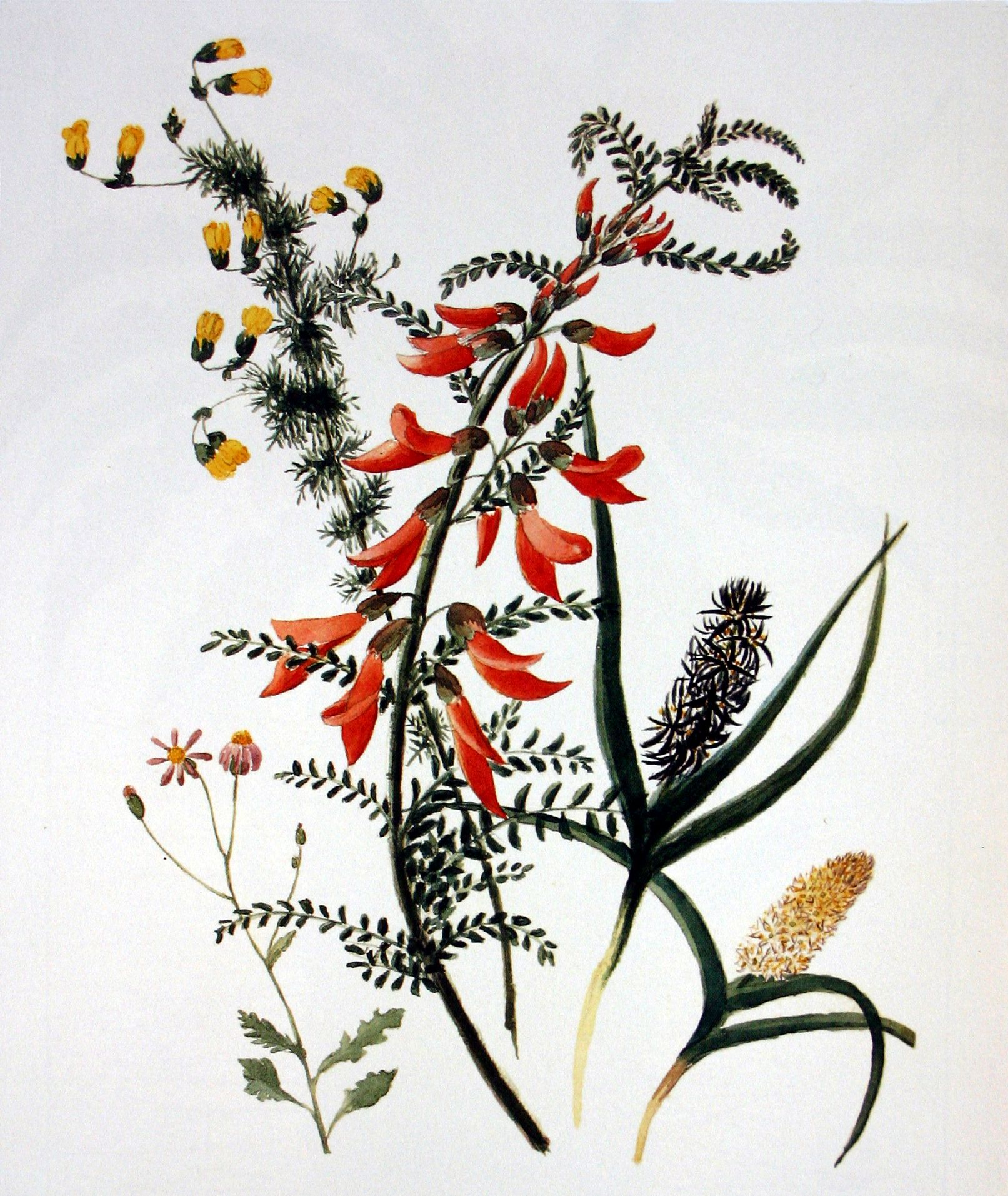
Sutherlandia frutescens, deux espèces de Wurmbea, Hermannia pinnata et un petit Senecio, v. 1800, crayon et aquarelle

Anna Maria Truter, Lady Barrow (17 août 1777 - 15 décembre 1857) est une artiste botanique sud-africaine de la Colonie du Cap. Au moment où elle a quitté le Cap en 1803, elle avait rassemblé le premier portfolio connu d'études et de paysages floraux du Cap.

## Famille
Elle était la fille de Petrus Johannes Truter (en) (1747-1825), fonctionnaire de la Compagnie britannique des Indes orientales, membre de la Cour de justice et commissaire de police, marié le 18 avril 1773 à Johanna Ernestina Blankenberg (née le 19 avril 1750). Son mari, Sir John Barrow, 1er baronnet, est devenu le deuxième secrétaire de l'Amirauté (en) en 1804 et est l'auteur de An Account of Travels into the Interior of Southern Africa, in the Years 1797 and 1798 (Londres, 1801).
Anna Maria Truter et John Barrow ont eu sept enfants, dont:  
- George Barrow (en) (1806-1876), avec son père l'un des fondateurs de la Royal Geographical Society, éminent auteur et voyageur[2].
- John Barrow, lieutenant-colonel (1808-1898), archiviste à l'Amirauté[3].